# Krieg um Kreta
Der Krieg um Kreta war ein Krieg zwischen der Republik Venedig mit ihren Verbündeten und dem Osmanischen Reich um die Insel Kreta, der von 1645 bis 1669 dauerte.

## Vorgeschichte
Seit 1204 war Kreta eine venezianische Kolonie. Ab 1538 eroberten die Osmanen unter Führung des Admirals Chaireddin Barbarossa zeitweilig Teile Mittel- und Westkretas. Ansonsten blieb Kreta weitgehend unbehelligt, doch die ständigen Überfälle der Malteser auf die türkische Schifffahrt empfanden diese genauso als Seeräuberei wie die Christen die Überfälle der Barbaresken.
Eine Aktion der Malteser veranlasste schließlich den Krieg um Kreta. Am 28. September 1644 griff die Malteserflotte mit sechs Galeeren bei Zypern einen türkischen Konvoi an, der von Alexandria auf dem Weg nach Konstantinopel war. Dabei fiel auch eine große Galeone mit einer der Lieblingsfrauen des Sultans İbrahim an Bord in die Hände der Malteser. Diese brachten ihre Beute nach Kreta. Daraufhin begann das Osmanische Reich mit Kriegsvorbereitungen. Im Juni 1645 stach eine türkische Flotte mit 60.000 osmanischen Soldaten Richtung Kreta in See.

## Kriegsverlauf

### Der Landkrieg
Am 25. Juni 1645 landete ein 60.000 Mann starkes osmanisches Heer westlich von Canea und nahm in der Nacht darauf und am Folgetag die der Stadt Canea vorgelagerte Festungsinsel San Todero (Theodorou) ein.
Ab dem 26. Juni 1645 wurde Canea von etwa 50.000 Türken unter der Führung von Jussuf belagert. Die kleine Streitmacht von Venezianern und Kretern schlug zahlreiche Angriffe zurück, die die Türken 20.000 Mann kosteten. Canea kapitulierte am 17. August und fiel als eine der ersten Städte Kretas in die Hände der türkischen Eroberer. Gemäß den Kapitulationsbedingungen wurde den Venezianern am 22. August 1645 auf fünf Schiffen freier Abzug gewährt.

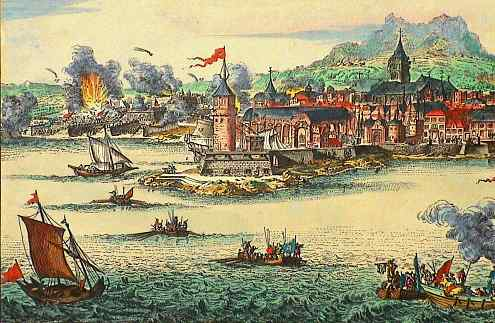
Die Belagerung von Candia (Stich von Visher, 1680)

Auf dem Landwege zogen die türkischen Truppen weiter nach Osten, und am 29. September 1646 standen die Osmanen vor der Festung Rethymno. Die schlecht befestigte Stadt wurde durch die Truppen des Oberbefehlshabers Hussein Pascha nach 14 Tagen im Oktober 1646 eingenommen. Bei den Kämpfen fielen auf venezianischer Seite General Cornaro und der Provveditore Molino. Nach der Belagerung der Festung, in die sich die Bevölkerung der Stadt zurückgezogen hatte, und der Sprengung und Erstürmung des großen Turmes an der Meerseite der Festung am 13. November 1646 ergaben sich die Verteidiger am darauf folgenden Tag. Die Venezianer konnten günstige Kapitulationsbedingungen aushandeln und erhielten freien Abzug nach Candia.
Bald war die gesamte Insel von den Osmanen besetzt, und nur noch die stark befestigte Festung Candia hielt stand. Die Osmanen unter Gazi Hüseyin Pascha begannen mit der Belagerung von Candia am 1. Mai 1648. Die Festung wurde von einer kleinen venezianischen Besatzung unter Luigi Mocenigo gehalten. Schon in den ersten sechs Monaten verloren die Türken bei der Belagerung 20.000 Mann.
Der Kampf um Candia zog sich über zwanzig Jahre hin. Entscheidende Bedeutung erlangte die Versorgung der Verteidiger wie auch der Belagerer. Um einen solchen Krieg führen zu können, warb Venedig Truppen aus ganz Europa an. Die Stadt wurde von Zeit zu Zeit mit Nachschub und Verstärkung von den Venezianern und den Franzosen versorgt.

### Der Seekrieg
Der immer wichtigere Seekrieg wurde fast durchweg mit gemischten Verbänden aus Segelschiffen (Galeonen) und Ruderschiffen geführt. Schon am 14. August 1646 griff die mit Abteilungen des Kirchenstaates, des Großherzogtums Toskana und Maltas verstärkte venezianische Flotte die Türken erfolglos vor Canea an. Im Januar 1647 kam es zu einem ersten Treffen zweier Geschwader bei Euböa.

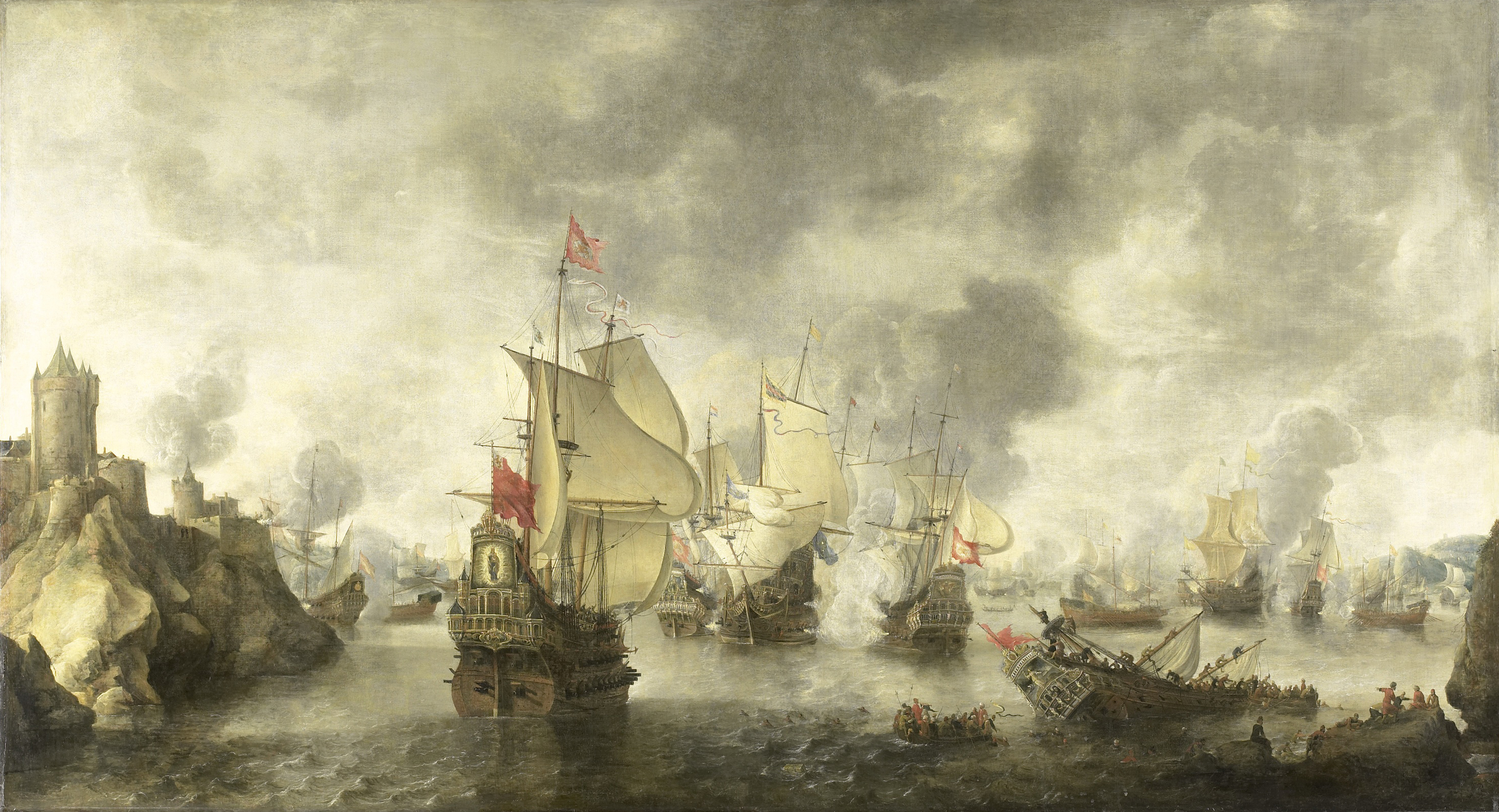
Schlacht der Venezianer und Niederländer gegen die Türken in der Bucht bei Foça (Smyrna) von 1649 (Jan Abrahamszoon Beerstraten, 1656)

Am 17. März verlor die venezianischen Flotte 18 Galeeren und neun Segelschiffe in einem Sturm vor Psara. Im Mai 1649 siegten bei Smyrna 19 venezianische Galeonen unter Giacomo Riva über eine aus 90 Schiffen bestehende türkische Flotte. Die Türken verloren 17 Schiffe; die Venezianer nur drei.
Ab 1650 bauten die Türken ihre Flotte an Segelschiffen aus, um den Rückstand gegenüber den Venezianern in dieser Schiffsgattung wettzumachen. Vom 10. bis zum 13. Juli 1651 fand die Seeschlacht bei der Insel Paros statt. Dabei trafen 58 Schiffe der Venezianer unter Alvise Mocenigo auf eine etwa 100 Schiffe starke türkische Flotte; die Türken verloren in einem Verfolgungsgefecht rund 15 Schiffe.

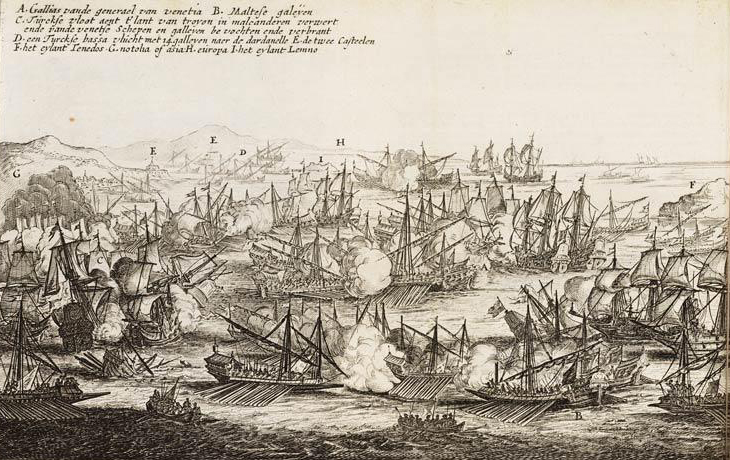
Die Dardanellenschlacht von 1656 (Pieter Casteleyn, 1657)

Nun versuchten die Venezianer, den türkischen Nachschub durch Blockade der Dardanellen zu unterbrechen. In einem ersten Treffen vor den Dardanellen kämpfte sich im Mai 1654 die türkische Flotte von 76 Schiffen die Meerenge gegen 26 venezianische Blockadeschiffe frei. Beim zweiten Treffen vor den Dardanellen am 21. Juni 1655 traten 36 venezianische Schiffe unter Lazzaro Mocenigo gegen 100 türkische Schiffe an. Die türkische Flotte verlor bei ihrem Durchbruch 16 Schiffe.
Bei der Dardanellenschlacht von 1656 konnte Lorenzo Marcello mit 29 Seglern und 38 Galeeren am 26. Juni 1656 die türkische Flotte, bestehend aus 28 Seglern und 100 Galeeren, bei einem neuerlichen Durchbruchsversuch vernichtend schlagen. Nur 14 türkische Galeeren konnten entkommen, während die Venezianer nur drei Schiffe verloren.
Bei der Dardanellenschlacht von 1657 konnte Lazzaro Mocenigo vom 17. bis 21. Juli 1657 den Ausbruch der Türken nicht verhindern. Die Türken verloren zehn Segelschiffe und mehrere Galeeren, die Venezianer eine Galeere. Im August 1660 unternahm die Flotte Venedigs eine erfolglose Landeoperation in der Souda-Bucht. Im folgenden Monat wurden die Landetruppen nach Candia zurückgebracht. Am 29. September 1662 eroberten die Venezianer zwischen Kos und Kalymnos aus einem türkischen Geleit vier große und 28 kleine Schiffe.
Am 8. März 1668 trafen im Gefecht vor Candia zwölf türkische Galeeren auf 20 venezianische Galeeren unter Francesco Morosini. Die Venezianer konnten die Türken vertreiben, verloren dabei aber sieben Schiffe sowie über 1100 Mann (Tote und Verwundete zusammengenommen). Einen letzten Versuch, den drohenden Fall Candias abzuwenden, unternahm eine vorwiegend aus französischen Schiffen bestehende Flotte am 24. Juli 1669. Beim Beschuss türkischer Stellungen um Candia erlitt sie selbst erhebliche Verluste, woraufhin das starke französische Kontingent heimkehrte.

## Kriegsende
Am 27. September 1669 musste sich die venezianische Besatzung Candias unter Francesco Morosini ergeben. Im selben Jahr schloss Venedig Frieden mit der Hohen Pforte. Venedig verlor Kreta, viele ägäische Inseln (außer Tinos, das bis 1715 venezianisch blieb) und Stützpunkte in Dalmatien an die Türken. Die alte Handelsrepublik hatte damit die Vormachtstellung in diesen Regionen des Mittelmeers verloren.
Den Venezianern verblieben nur mehr drei Festungen auf vorgelagerten Inseln von Kreta: Gramvoussa im Nordwesten Kretas, Souda auf einer Insel in der gleichnamigen Bucht bei der Stadt Chanea und Spinalonga in der Mirabello-Bucht im Osten Kretas. Die Festung auf der Insel Gramvoussa im Nordwesten konnte sich noch bis 1692 halten, die Festungen Spinalonga und Souda fielen im Frieden von Passarowitz 1715 an das Osmanische Reich.